# Stagonospora luzulae
Stagonospora luzulae är en svampart som beskrevs av Hollós 1928. Stagonospora luzulae ingår i släktet Stagonospora och familjen Phaeosphaeriaceae.   Inga underarter finns listade i Catalogue of Life.